# Manoir de Toulgonec
Le manoir de Toulgonec aussi dénommé manoir de Toul-an-Golet est situé à Plésidy, en France.

## Localisation
Le manoir est situé sur la commune de Plésidy dans le département des Côtes-d'Armor, dans la région Bretagne.

## Description
Le manoir est entièrement construit en granit et contient, comme toutes les petites gentilhommières de l'époque, deux pièces par étage et un escalier en tourelle. À l'intérieur se trouve encore des cheminées à grands manteaux et des plafonds à solives apparentes.

## Historique
Le manoir peut être attribué à la fin du XVe siècle ou au début du XVIe siècle. Il est classé partiellement au titre des monuments historiques par arrêté du 28 mai 1927.